# حسن أبو حسنة
حسن أبو حسنة ممثل ومنتج ومؤلف سعودي، شارك في عدد من المسلسلات البدوية والمحلية لكنه تميز في البدوية.

## أعماله

### المسلسلات
- تقادير الزمن.
- عودة متعب.
- متعب وعساف.
- متعب.
- وادي الغزلان.
- الوعد.
- 1994: الغربال.
- 2000: الزمن والناس.
- 2008: كلنا عيال قرية.
- 2009: العودة إلى الحياة.
- 2012: طالع نازل.
- الجوهرة والصياد.
- عذراء الرمال.

### الأفلام
- 1980: موعد مع المجهول.

### السهرات
- ربى.

## روابط خارجية
- حسن أبو حسنة على موقع قاعدة بيانات الأفلام العربية